# Robert Kerr (calciatore)
Robert Kerr, detto Bobby (Alexandria, 16 novembre 1947), è un ex calciatore scozzese, di ruolo centrocampista.

## Carriera
Kerr approdò al Sunderland nel 1964 venendo inizialmente aggregato alle formazioni giovanili. Due anni dopo, date le sue buone prestazioni, viene convocato in prima squadra, debuttando ufficialmente con essa mettendo a segno la rete decisiva in un match contro il Manchester City. Kerr fu tra i protagonisti della vittoria dell'FA Cup 1972-1973 ai danni del favorito Leeds United, allora considerato come una delle migliori squadre rivelazione nella storia del massimo campionato inglese. Nel 1976 rientrò tra i protagonisti della promozione in First Division. 
Lascia il club nel marzo 1979 per unirsi a titolo definitivo al Blackpool, dove ritrovò il suo ex allenatore Bob Stokoe. L'anno seguente approdò all'Hartlepool United con cui totalizzò 49 presenze in due annate, prima di ritirarsi nell'estate del 1982.

## Palmarès

### Club

#### Competizioni nazionali
- Coppa d'Inghilterra: 1

Sunderland: 1972-1973
- Second Division: 1

Sunderland: 1975-1976